# Schwarze Wand (KZ Auschwitz)

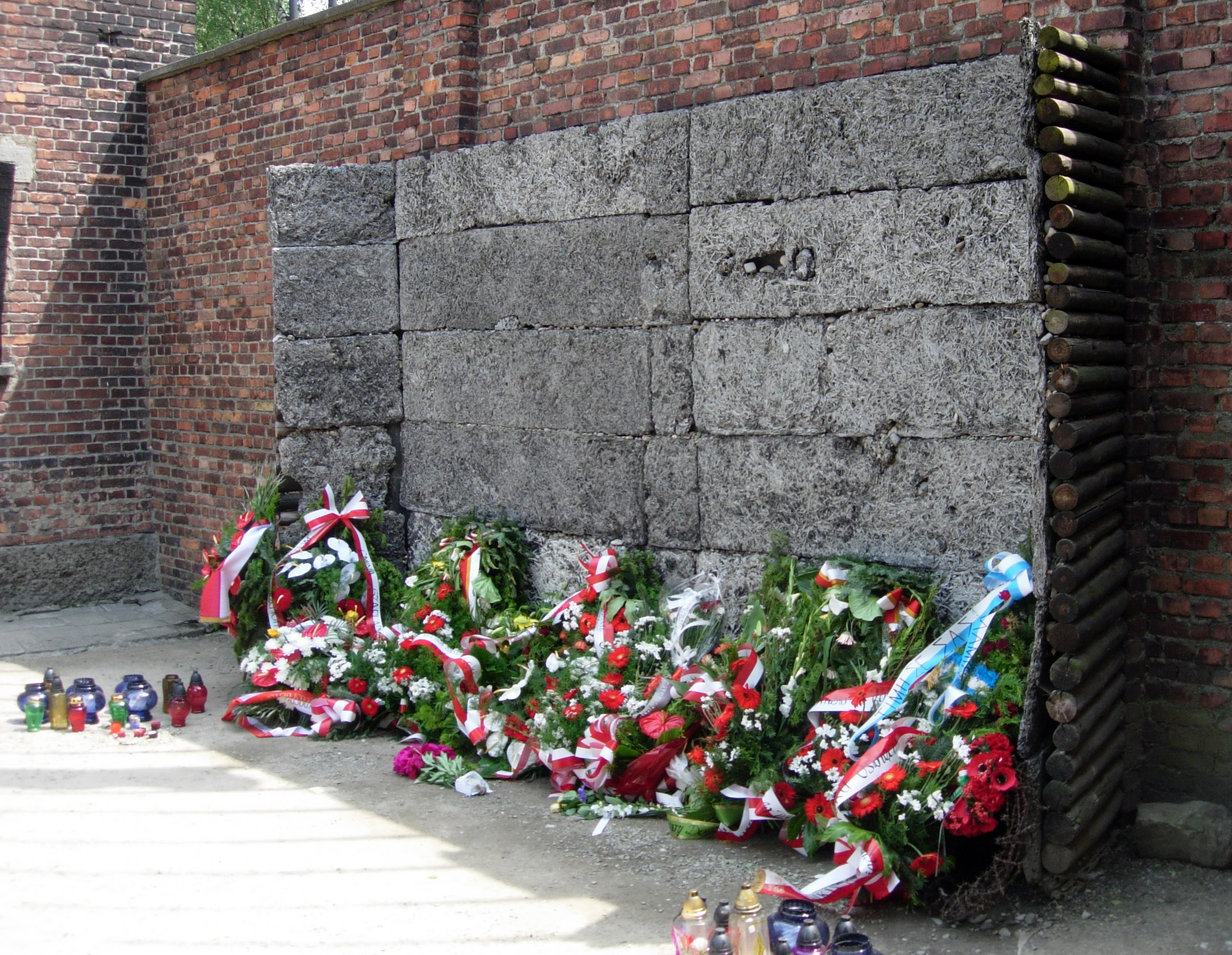
Nachbau des Originals der Schwarzen Wand im ehemaligen Stammlager des KZ Auschwitz (2006).

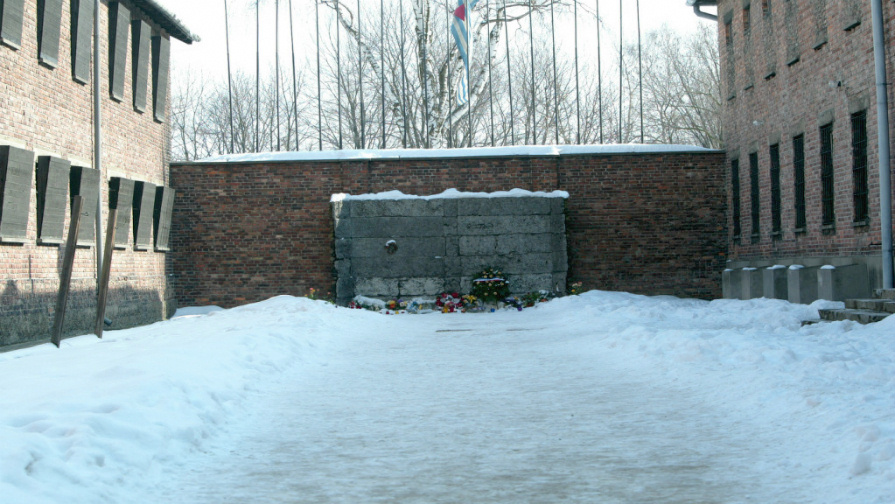
Nachbau des Originals der Schwarzen Wand im ehemaligen Stammlager des KZ Auschwitz – Blick von der Torseite zum Innenhof (2004).

Als Schwarze Wand (auch Todeswand) wurde im Stammlager des KZ Auschwitz in der Lagersprache ein Kugelfang „aus schwarzen Isolierplatten“ bezeichnet, der sich an der Steinmauer im Hof zwischen Block 10 und Block 11 (Lagergefängnis) befand. Von 1941 bis 1943 wurden an der Schwarzen Wand Todesurteile gegen Zivilisten, Widerstandskämpfer und KZ-Häftlinge vollstreckt.

## Todesurteile gegen Zivilisten, Widerstandskämpfer und KZ-Häftlinge
Vor der Schwarzen Wand wurden tausende Todesurteile vollstreckt – insbesondere gegen polnische Zivilisten wegen besatzungsfeindlicher Tätigkeit, Widerstandskämpfer und KZ-Häftlinge. Die erste Exekution an der Schwarzen Wand fand am 11. November 1941 statt, als dort 151 Häftlinge durch Angehörige der Lager-SS erschossen wurden. Die Todesurteile wurden teils auch von einem Tribunal des Kattowitzer Polizeistandgerichts im KZ Auschwitz ausgesprochen. Dieses Gericht trat ab Januar 1943 alle vier bis sechs Wochen für einen Sitzungstag zusammen und fällte oft über hundert Urteile; zumeist Todesurteile. Unter den Verurteilten befanden sich auch minderjährige und alte Menschen. Die Todesurteile wurden direkt nach ihrer Verkündung durch Genickschuss vor der Schwarzen Wand vollstreckt.
Unter dem KZ-Kommandanten Arthur Liebehenschel wurde die Schwarze Wand im Dezember 1943 entfernt, die Hinrichtungen danach im Krematorium IV weitergeführt. Vor Aufstellung der Schwarzen Wand wurden die ersten Exekutionen in Kiesgruben nahe dem KZ Auschwitz ausgeführt. Insgesamt wurden im KZ Auschwitz etwa 20.000 Menschen durch Erschießen an der Schwarzen Wand hingerichtet. Die größte Exekution vor der Schwarzen Wand wurde am 28. Oktober 1942 durchgeführt, als etwa 200 Häftlinge zur „Vergeltung“ für polnische Widerstandsaktionen bei Lublin erschossen wurden.

## Ablauf der Exekutionen
Pery Broad, ehemaliger Mitarbeiter der Politischen Abteilung im KZ Auschwitz, geht in seinem nach Kriegsende verfassten Broad-Bericht detailliert auf die Hinrichtungen an der Schwarzen Wand ein. Laut Broad wurde den Todeskandidaten, bevor im KZ Auschwitz den Insassen Häftlingsnummern tätowiert wurden, zur Identifizierung im Krematorium kurz vor der Exekution mit Kopierstift die Kennnummer auf den Oberkörper gemalt. Bis Ende 1942 wurden den Todeskandidaten die Hände mit Draht gefesselt. Frauen wurden zuerst hingerichtet. Durch den Bunkerkapo wurden die Todeskandidaten nackt und barfüßig von Block 11 zur Schwarzen Wand gebracht, wo sie sich mit dem Gesicht zur Wand aufstellen mussten. Nach Broad wurden im Beisein des Leiters der Politischen Abteilung, Maximilian Grabner, und des Schutzhaftlagerführers Hans Aumeier die Hinrichtungsopfer durch den Rapportführer Gerhard Palitzsch oder Arrestaufseher mit einem Kleinkalibergewehr kaum hörbar durch Genickschuss ermordet. Etwaige patriotische Rufe wurden durch Schläge unterbunden.
Nach der Exekution stellte der Henker den Tod fest oder gab dem noch lebenden Opfer einen Gnadenschuss. Die Toten wurden durch Leichenträger zum anderen Ende des Hofes gebracht und dort aufgereiht. Die Blutlachen wurden mit Sand bedeckt. Die Toten wurden nach dem Ende der Exekutionen ins Krematorium gebracht. Broad beschreibt sehr anschaulich diesen grausamen Vorgang, insbesondere wenn es während der Hinrichtungen zur Ladehemmung kam und der Henker ein Lied pfiff. Er selbst verschwieg jedoch, dass auch Angehörige der Politischen Abteilung Exekutionen an der Schwarzen Wand ausführten. Durch die Fenster von Block 11 konnte man nicht auf den Hof sehen, da diese vergittert und zugemauert waren. Aus den Fenstern von Block 10 konnten Häftlinge unter Lebensgefahr durch die Ritzen der Bretterverschalung der Fenster zum Hof teils Hinrichtungen beobachten.

## Bedeutung
Heute befindet sich im Staatlichen Museum Auschwitz-Birkenau an dem ursprünglichen Aufstellungsort ein originalgetreuer Nachbau der Schwarzen Wand. Die Schwarze Wand symbolisiert laut dem ehemaligen Auschwitzhäftling Hermann Langbein das polnische Martyrium im Stammlager des KZ Auschwitz. Er kritisierte noch 1995 in diesem Zusammenhang, dass die polnische Regierung die Gedenkstätte im ehemaligen Stammlager und nicht im seinerzeitigen Vernichtungslager Auschwitz-Birkenau, wo sich die Stätten der Massenvernichtung für Juden und „Zigeuner“ befanden, einrichten ließ. Bis heute ist die Schwarze Wand in der Wahrnehmung der Polen eine sehr bedeutende Erinnerungsstätte, bei der zum Opfergedenken Blumen abgelegt werden. Auch Staatsoberhäupter suchen teils diese Erinnerungsstätte während ihrer Polenvisiten u. a. im Zuge des Jahrestages der Befreiung des KZ Auschwitz auf.
Während des ersten Frankfurter Auschwitzprozesses waren die Hinrichtungen an der Schwarzen Wand auch Verhandlungsgegenstand. Am 14. Dezember 1964 fand sich eine deutsche Delegation aus Abgeordneten des Frankfurter Schwurgerichts zur mehrtägigen Ortsbesichtigung im KZ Auschwitz ein, wo diese in Begleitung der Presse auch die Schwarze Wand aufsuchte.
In bildender Kunst, Literatur und Theater steht die Schwarze Wand als Symbol für „Bedrohung und Unheil“. Der polnische Schriftsteller Tadeusz Różewicz nutzte u. a. die schwarze Wand als szenisches Element in einem Theaterstück. Peter Weiss verarbeitete die Thematik in seinem Dokumentarstück Die Ermittlung, in dem während des „Gesangs von der Schwarzen Wand“ (7. Bild) Zeugenaussagen von Auschwitzüberlebenden zu den Hinrichtungen berichtet werden. Der Auschwitzüberlebende Józef Szajna, der im Todesblock 11 überlebte, fertigte nach seiner Überstellung in das KZ Buchenwald Anfang 1945 eine Bleistiftzeichnung mit dem Titel „Block 11 – zur Exekution angetreten“ an. Auf dieser Zeichnung ist ein Häftling zu sehen, der mit dem Gesicht abgewandt zur Schwarzen Wand steht; hinter ihm sind die bereits Exekutierten aufgereiht.